# Марія Склодовська-Кюрі
Марі́я Кюрі́ (фр. Marie Curie, пол. Maria Salomea Skłodowska, до шлюбу Марія Саломе́я Склодо́вська; 7 листопада 1867 — 4 липня 1934) — польська та французька науковиця (фізика і хімія), викладачка університету, громадська діячка. Перша жінка, яка стала лауреаткою Нобелівської премії, та єдина в світі отримала дві Нобелівські премії: з фізики (1903) та з хімії (1911). Її чоловік, П'єр Кюрі, був співлауреатом її першої Нобелівської премії, що зробило їх першою подружньою парою, яка отримала Нобелівську премію, і започаткувала сімейну спадщину Кюрі з п'яти Нобелівських премій: її дочка Ірен Жоліо-Кюрі і зять Фредерік Жоліо-Кюрі отримали також Нобелівську премію. Авторка «Трактату про радіоактивність» (1910).
1898 року оголосила про можливість існування нового радіоактивного елемента в руді уранової смолки. З чоловіком П'єром, який відмовився від власних досліджень на її користь, в тому ж році оголосила про існування полонію і радію. У 1902 році вони одержали радій. Обоє науковців відмовилися патентувати відкриття; разом нагороджені медаллю Деві (1903). У 1906 році вона стала першою жінкою, яка стала професором Паризького університету.

## Біографія

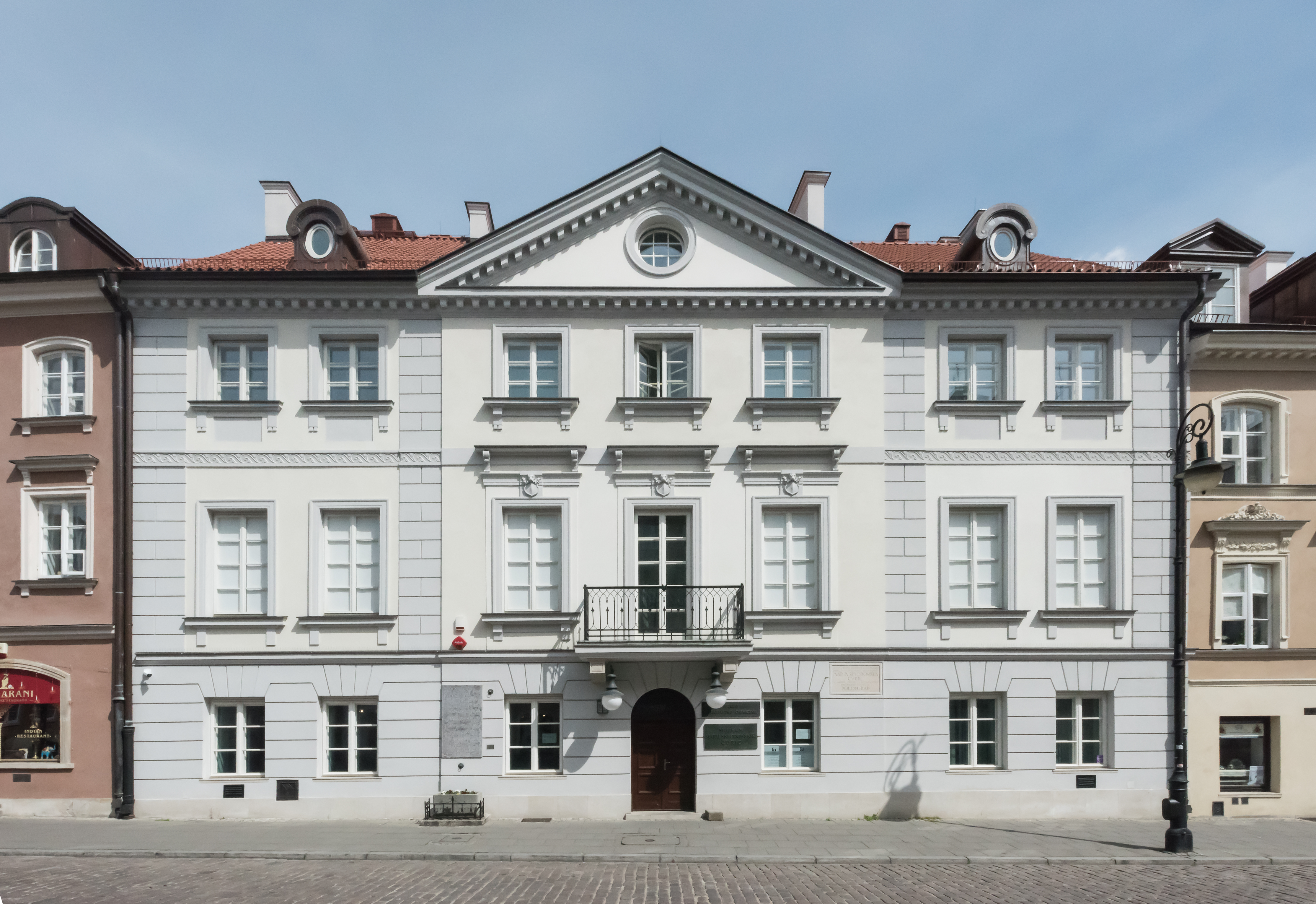
Будинок, де Марія народилася, на вулиці Фрета у Варшаві.

### Ранні роки
Марія Склодовська народилася 7 листопада 1867 року у Варшаві у Королівстві Польському в Російській імперії молодшою з п'яти дітей в родині відомих учителів Броніслави, уродженої Богуської, та Владислава Склодовських. Марія росла в сім'ї, де наукова робота була у пошані: мати була директором гімназії, а батько викладав математику і фізику.
Старші брати і сестри Марії (на прізвисько Маня) — Зофія (1862 р. н., на прізвисько Зося), Юзеф (1863 р. н., на прізвисько Йозьо), Броніслава (1865 р. н., на прізвисько Броня) та Гелена (1866 р.н., на прізвисько Гела).

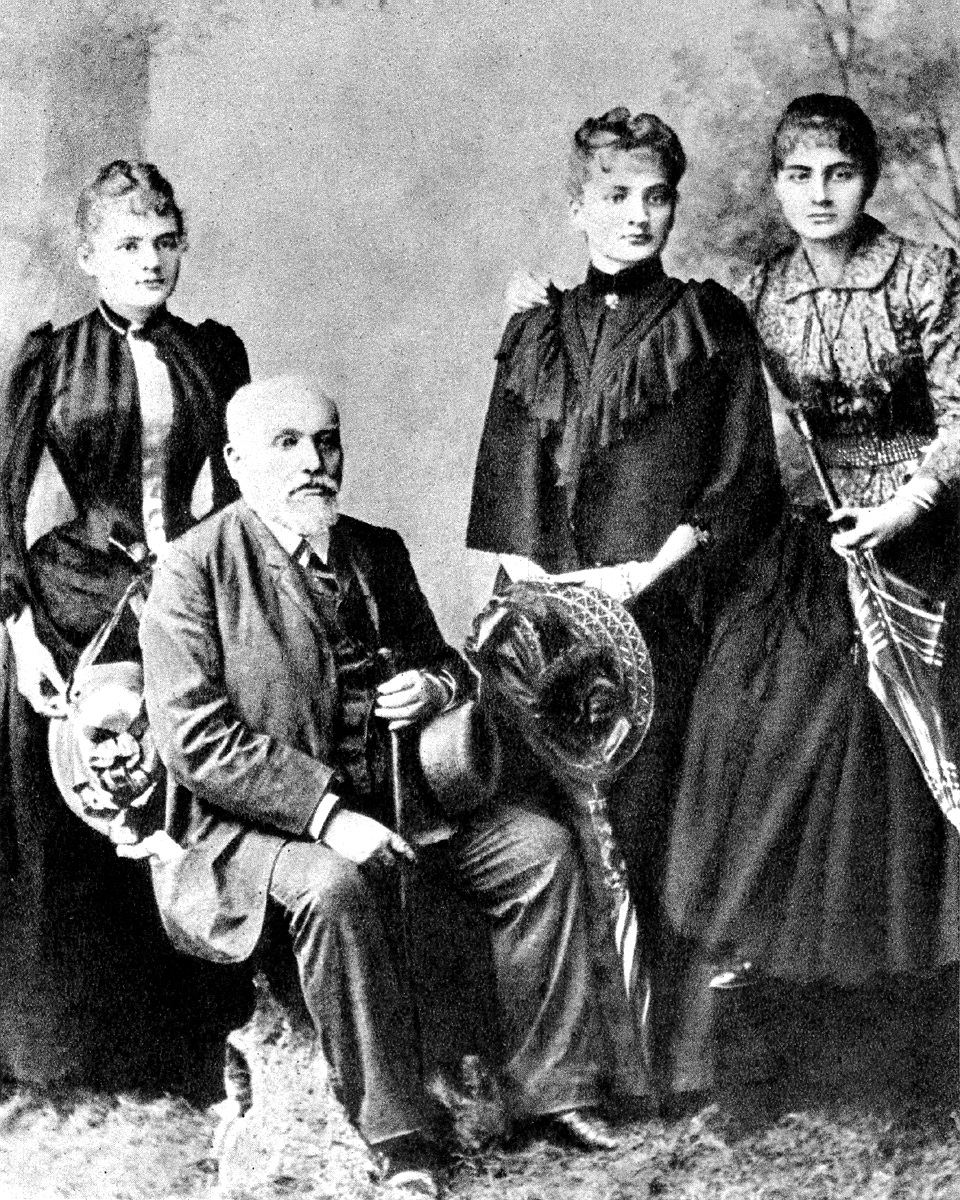
Владислав Склодовський і дочки (зліва) Марія, Броніслава та Гелена, 1890 р.

Як по батьківській, так і по материнській лінії родина втратила своє майно та статки через патріотичну участь у польських національних повстаннях, спрямованих на відновлення незалежності Польщі (останнім було Січневе повстання 1863–65 років). Це прирекло наступне покоління, включаючи Марію та її старших братів і сестер, на важку боротьбу за просування в житті. Дід Марії по батьковій лінії, Юзеф Склодовський, був директором Люблінської початкової школи, у якій навчався Болеслав Прус, який став провідною постаттю в польській літературі.
Владислав Склодовський викладав математику і фізику — предмети, які хотіла вивчати Марія, а також був директором двох варшавських гімназій для хлопчиків. Після того, як російська влада скасувала лабораторні заняття в польських школах, він привіз значну частину лабораторного обладнання додому і навчав своїх дітей користуватися ним. Зрештою його звільнили за пропольські настрої і змусили перейти на менш оплачувану роботу; сім'я також втратила гроші через невдалу інвестицію і врешті-решт вирішила заробляти на життя, перетворивши частину будинку на пансіон для хлопчиків, де вони жили і навчались.
Мати Марії, Броніслава, керувала престижною варшавською школою-інтернатом для дівчаток; вона пішла з посади після народження Марії. Вона померла від туберкульозу в травні 1878 року, коли Марії було десять років. Менш ніж за три роки до цього старша сестра Марії, Зофія, померла від епідемічного висипного тифу, заразившись від одного з вихованців пансіону. Батько Марії був атеїстом, а мати — ревною католичкою. Смерть матері та сестри змусила Марію відмовитися від католицизму і стати агностиком.

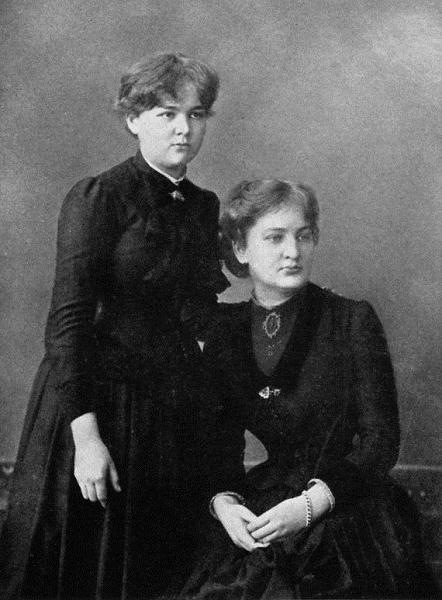
Марія (ліворуч) і сестра Броніслава, прибл. 1886

Доленга — родинний герб Склодовських.

Марія блискуче вчилася і в початковій, і в середній школі. Коли їй виповнилося десять років, вона почала відвідувати школу-інтернат Й. Сікорської; потім відвідувала гімназію для дівчат, яку закінчила 12 червня 1883 року із золотою медаллю. Після цього вона провела наступний рік у селі з родичами свого батька, а наступний рік з батьком у Варшаві, де трохи викладала.
Марія росла під час російського правління у Польщі й брала активну участь у русі молодих інтелектуалів та антиклерикальних польських націоналістів. Не маючи змоги вступити до звичайного вищого навчального закладу, оскільки була жінкою, вона та її сестра Броніслава вступили в підпільний Летючий університет (іноді перекладається як Плавучий університет), польський підпільний патріотичний вищий навчальний заклад, який приймав студенток.
Через бідність сім'ї і заборону на вступ жінок до Варшавського університету Марія Склодовська не могла отримати освіту в Польщі. Із сестрою Бронею вони вирішили, що Марія протягом п'яти років працюватиме гувернанткою, щоб дати можливість сестрі закінчити медичний інститут в Парижі, після чого Броня візьме на себе витрати на вищу освіту сестри. У зв'язку з цим Марія влаштувалася спочатку домашньою вчителькою у Варшаві, а потім протягом двох років гувернанткою в Щуках у поміщицькій родині Жоравських, які були родичами її батька. Працюючи в цій родині, вона закохалася в їхнього сина, Казімєжа Жоравського, майбутнього видатного математика. Його батьки відкинули ідею одруження з бідною родичкою, а Казімєж не зміг їм протистояти. Втрата Марії стосунків з Жоравським була трагічною для обох. Невдовзі він здобув докторський ступінь і продовжив академічну кар'єру математика, ставши професором і ректором Краківського університету. Проте, будучи старим чоловіком і професором математики у Варшавській політехніці, він споглядально сидів перед пам'ятником Марії Склодовській, встановленим у 1935 році перед Радієвим інститутом, який вона заснувала у 1932 році.
На початку 1890 року Броніслава, яка кількома місяцями раніше одружилася з польським лікарем та громадським діячем Казимиром Длуським, запросила Марію приєднатися до них у Парижі. Марія відмовилася, бо не могла дозволити собі навчання в університеті; їй знадобилося б ще півтора року, щоб зібрати необхідні кошти. Їй допоміг батько, який зміг знову отримати більш прибуткову посаду. Весь цей час вона продовжувала займатися самоосвітою, читаючи книги, обмінюючись листами і сама займаючись репетиторством. На початку 1889 року вона повернулася додому до батька у Варшаву. Вона продовжила працювати гувернанткою і залишалася там до кінця 1891 року. Вона займалася репетиторством, навчалася у Летючому університеті й розпочала свою практичну наукову підготовку (1890-91) у хімічній лабораторії Музею промисловості та сільського господарства на Краківському проспекті, 66, неподалік від Старого міста Варшави. Лабораторією керував її двоюрідний брат Юзеф Богуський, який був асистентом російського хіміка Дмитра Менделєєва в Петербурзі.

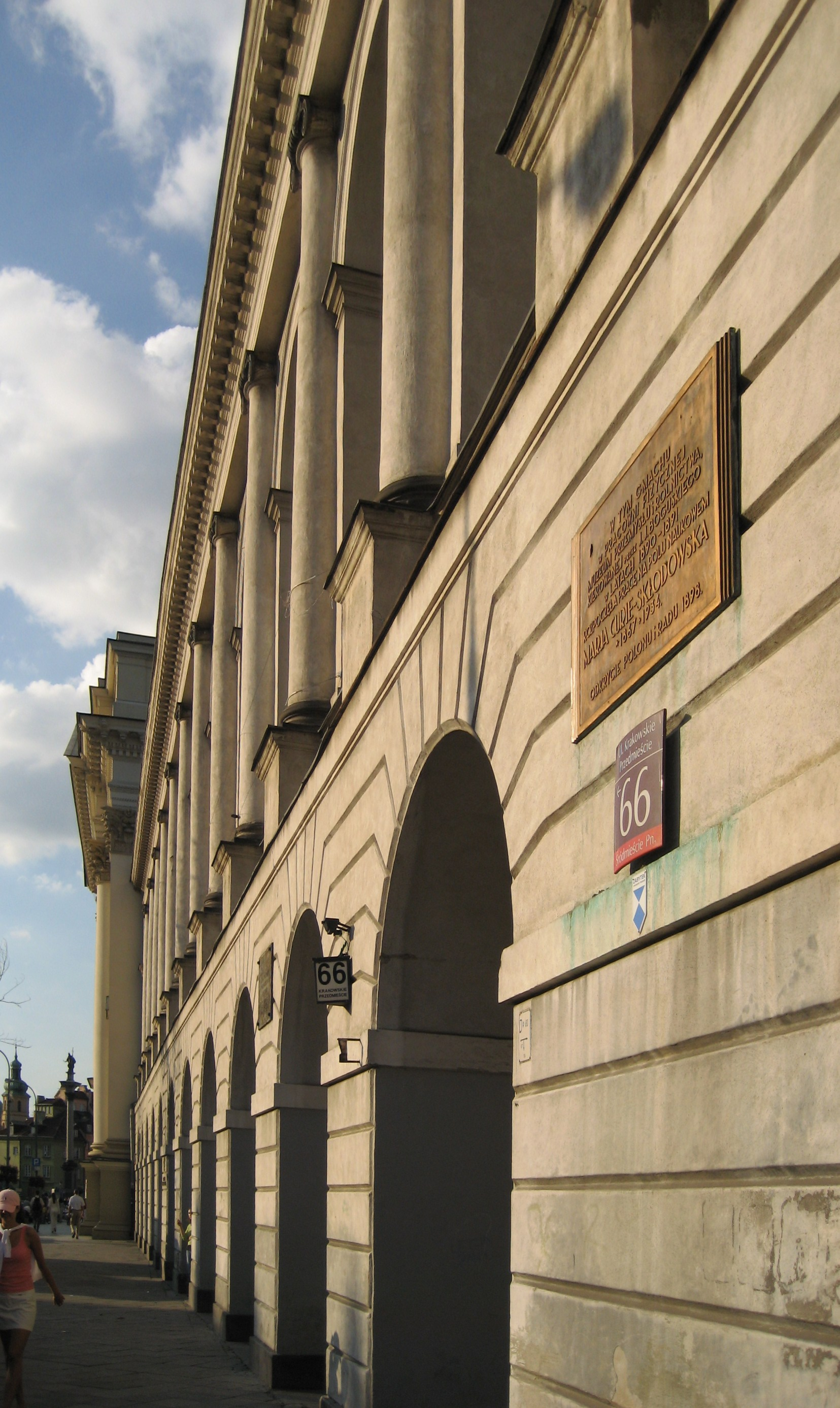
Краківське передмістя, 66, Варшава, де Марія зробила свою першу наукову роботу, 1890–91

### Переїзд до Франції
Броня здобула медичну освіту в Парижі й, ставши лікарем, запросила сестру до себе; відтак наприкінці 1891 року Марія переїхала до Франції та вступила до Сорбонни. У Парижі вже Марі, як її називали у Франції, ненадовго знайшла притулок у сестри і зятя, а потім винайняла горище ближче до університету, в Латинському кварталі, і продовжила вивчати фізику, хімію й математику на природничому факультеті. Вона виживала за рахунок своїх мізерних ресурсів, зігріваючись холодними зимами, носячи весь одяг, який мала. Вона настільки зосередилася на навчанні, що іноді забувала про їжу. Вдень Марія вчилася, а вечорами давала уроки, ледве заробляючи на прожиття. У 1893 році, закінчивши курс першою, отримала ступінь ліценціата з фізики Сорбонни (еквівалент магістра). Через рік за допомогою стипендії вона змогла здобути другий ступінь і стала ліценціатом із математики, закінчивши рік другою. Почала працювати у промисловій лабораторії Габріеля Ліппмана.

### Шлюб

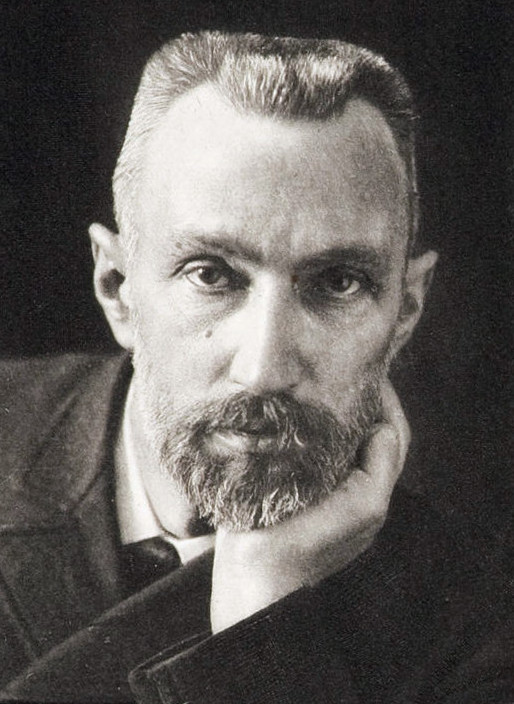
П'єр Кюрі

У 1894 році Марія Склодовська, яка досліджувала намагніченість сталі, в будинку свого друга, польського фізика-емігранта, зустріла П'єра Кюрі, керівника лабораторії у Муніципальній школі промислової фізики і хімії, який вивчав фізику кристалів і залежності магнітних властивостей речовин від температури. Її польський друг сподівався, що П'єр надасть Марії можливість попрацювати в своїй лабораторії. Зійшовшись на ґрунті захоплення фізикою, через рік, 25 липня 1895-го, одружилася з ним.

Початок сімейного життя був майже злиденним: 
|  | «Наше перше житло — невелика, дуже скромна квартира з трьох кімнат була на вулиці Гласьєр, неподалік Школи фізики. Основною її перевагою був вид на величезний сад. Меблі, — найнеобхідніші, — складалися з речей, що належали нашим батькам. Прислуга нам була не по кишені. На мене майже цілком лягли турботи про домашнє господарство, але я і так вже звикла до цього за час студентського життя. Оклад професора П'єра Кюрі становив шість тисяч франків на рік, і ми не хотіли, щоб він, принаймні попервах, брав додаткову роботу. Що ж до мене, я почала готуватися до конкурсного іспиту, необхідного, щоб посісти місце в жіночій школі, й домоглася цього 1896 року. Наше життя було повністю присвячене науковій роботі, наші дні минали в лабораторії, де Шютценберже дозволив мені працювати разом із чоловіком… Ми жили дуже дружно, наші інтереси у всьому збігалися: теоретична робота, дослідження в лабораторії, підготовка до лекцій або до іспитів. За одинадцять років нашого спільного життя ми майже ніколи не розлучалися, і тому наше листування за ці роки складає лише декілька рядків. Дні відпочинку і канікули присвячувалися прогулянкам пішки або на велосипедах, в селі в околицях Парижу, або на узбережжі моря, чи в горах». |

Першу дочку Ірен народила у вересні 1897 року. Вже за три місяці Склодовська-Кюрі завершила своє дослідження з магнетизму і почала шукати тему для дисертації.

## Наукова діяльність

### Дослідження радіоактивності
1896 року Антуан Анрі Беккерель виявив, що уранові сполуки випромінюють глибоко проникливе випромінювання. На відміну від рентгенівських променів, випромінювання Беккереля було не результатом збудження від зовнішнього джерела енергії, наприклад від світла, а внутрішньою властивістю самого урану.
Зачарована цим загадковим явищем і перспективою започаткування нової галузі досліджень, Склодовська-Кюрі вирішила розпочати вивчення цього випромінювання. Ставши до роботи на початку 1898 року, вона, перш за все, спробувала встановити, чи існують інші речовини, окрім сполук урану, які випромінюють відкриті Беккерелем промені. Оскільки Беккерель помітив, що у присутності сполук урану повітря стає електропровідним, Склодовська-Кюрі вимірювала електропровідність поблизу зразків інших речовин, використовуючи кілька точних приладів, розроблених і побудованих П'єром Кюрі і його братом Жаком.
Пізніше Кюрі писала:
|  | «Мої досліди довели, що випромінювання сполук урану можна точно вимірювати в певних умовах і, що це випромінювання є властивістю атомного елементу урану; його інтенсивність пропорційна кількості урану, що міститься в тій чи іншій сполуці, і не залежить ні від особливостей хімічної сполуки, ні від зовнішніх умов, наприклад, від освітлення чи температури. Після цього я почала шукати, чи існують інші елементи, що мають такі ж властивості. Для цього я перевірила всі відомі у той час елементи, в чистому вигляді або у вигляді сполук. Я виявила, що серед цих речовин тільки сполуки торію мали випромінювання, подібне до урану. Випромінювання торію має інтенсивність такого ж порядку, що і випромінювання урану, і теж є властивістю атомів цього елементу. Довелося шукати новий термін, щоб позначити цю нову властивість елементів урану і торію. Я запропонувала назву радіоактивність, і відтоді вона стала загальноприйнятною; радіоактивні елементи отримали назву радіоелементів.» |

Незабаром Склодовська-Кюрі зробила набагато важливіше відкриття: уранова руда, відома під назвою уранової смоляної обманки, випускає сильніше випромінювання Беккереля, ніж сполуки урану і торію, і, принаймні, в чотири рази сильніше, ніж чистий уран. Кюрі висловила припущення, що в урановій смоляній обманці міститься ще не відкритий і сильно радіоактивний елемент. Навесні 1898 року вона повідомила про свою гіпотезу і про результати експериментів Французьку академію наук.
Потім подружжя Кюрі спробувало виділити новий елемент. П'єр відклав власні дослідження з фізики кристалів, щоб допомогти Марії. У липні та грудні 1898 року Марія і П'єр Кюрі оголосили про відкриття двох нових елементів, які були названі ними полонієм (на честь Польщі — батьківщини науковиці) і радієм. Оскільки Кюрі не виділили жоден із цих елементів, вони не могли надати хімікам вирішального доказу їхнього існування. Тому вони вирішили екстрагувати два нові елементи з уранової смоляної обманки. Щоб екстрагувати їх у вимірних кількостях, науковцям необхідно було переробити величезні кількості руди. Протягом подальших чотирьох років Кюрі працювали в примітивних і шкідливих для здоров'я умовах.
У той період зарплатні чоловіка не вистачало, щоб утримувати сім'ю. Попри те, що інтенсивні дослідження і маленька дитина займали майже весь її час, Марія Кюрі в 1900 році почала викладати фізику в Севрі, у навчальному закладі, який готував вчителів середньої школи. Овдовілий батько чоловіка переїхав до них і допомагав наглядати за Ірен.
У вересні 1902 року Кюрі оголосили про те, що їм вдалося виділити одну десяту граму хлориду радію з кількох тонн уранової смоляної обманки. Виділити полоній їм не вдалося, оскільки він виявився продуктом розпаду радію. Аналізуючи сполуку, Склодовська-Кюрі встановила, що атомна маса радію дорівнює 225. Сіль радію випромінювала блакитне світло і тепло. Ця фантастична речовина привернула увагу всього світу. Визнання і нагороди за його відкриття прийшли до подружжя Кюрі майже одразу.
Завершивши дослідження, Марія Кюрі написала свою докторську дисертацію. Робота називалася «Дослідження радіоактивних речовин» і була представлена в Сорбонні в червні 1903 року. На думку комітету, який присудив Склодовській-Кюрі науковий ступінь, її робота була найбільшим внеском, коли-небудь внесеним до науки докторською дисертацією.

### Нобелівська премія з фізики. Визнання

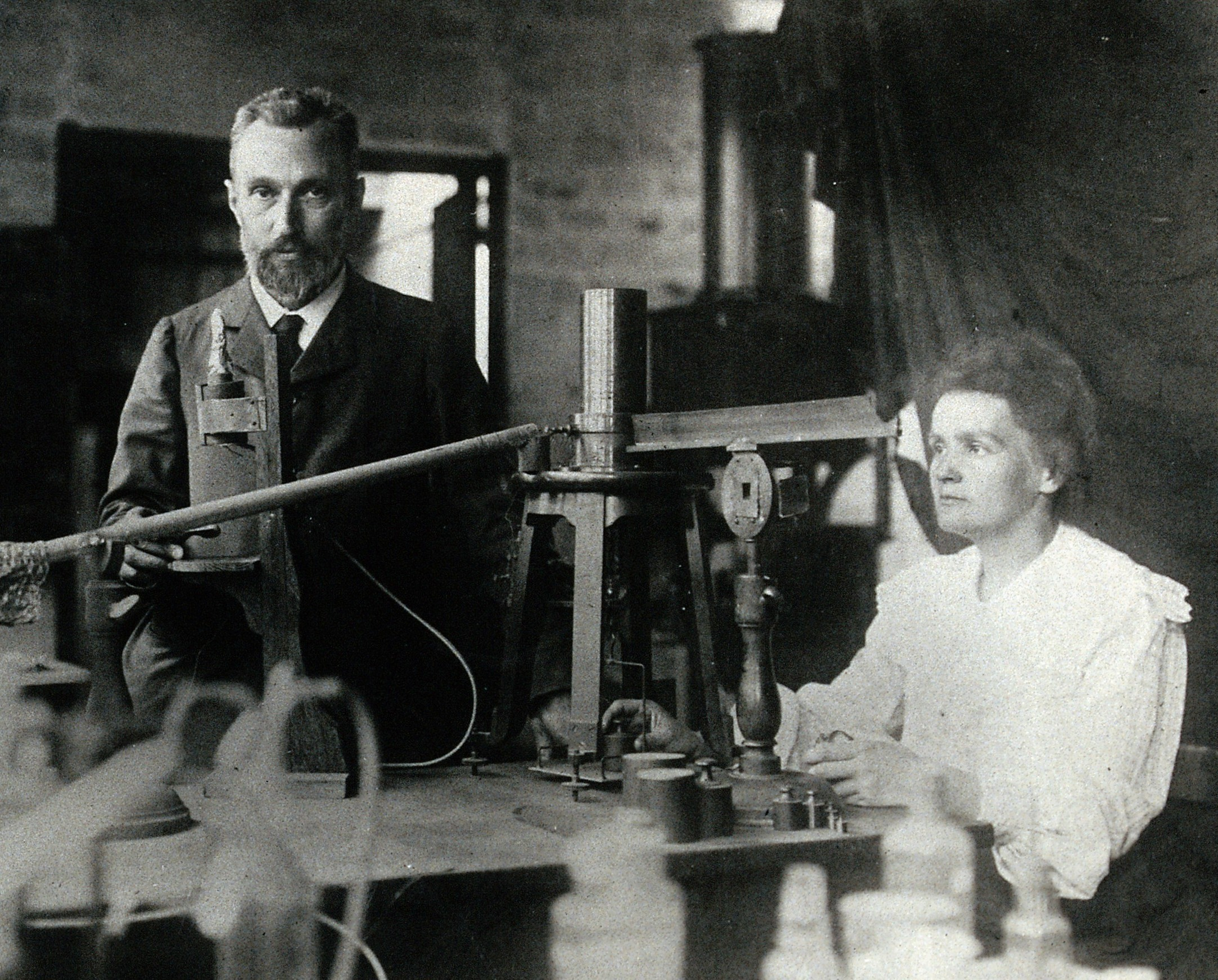
Марія і П'єр Кюрі у своїй паризькій лабораторії (до 1907 року).

У грудні 1903 року Шведська королівська академія наук присудила Нобелівську премію з фізики Анрі Беккерелю і подружжю Кюрі. Марія і П'єр Кюрі отримали половину нагороди «на знак визнання … їхніх спільних досліджень явищ радіації, відкритих професором Анрі Беккерелем». Склодовська-Кюрі стала першою жінкою-лауреатом Нобелівської премії. І Марія, і П'єр Кюрі хворіли і не змогли поїхати до Стокгольму на церемонію вручення премії. Вони отримали її влітку наступного року.
|  | «Нагородження Нобелівською премією, — писала Кюрі, — було для нас важливою подією зважаючи на престиж, пов'язаний з цими преміями, установленими на ті часи ще зовсім недавно (1901). З матеріального погляду, половина цієї премії була значною сумою. Відтепер П'єр Кюрі міг передати викладання в Школі фізики Полю Ланжевену, своєму колишньому учневі, фізикові з великою ерудицією. Крім того, він запросив препаратора особисто для своєї роботи. Разом з тим популярність, яку принесла ця щаслива подія, виявилася важким тягарем для людини, не підготовленої і незвичної до неї. Це була лавина візитів, листів, прохань про лекції і про статті — постійних причин втрати часу, хвилювання і втоми». |

Ще до того, як Кюрі завершили свої дослідження, їхні роботи спонукали інших фізиків до вивчення радіоактивності. 1903 року Ернест Резерфорд і Фредерік Содді висунули теорію, за якою радіоактивні випромінювання виникають під час розпаду атомних ядер. Під час розпаду (випромінювання якихось частинок, що утворюють ядро) радіоактивні ядра зазнають трансмутації — перетворення на ядра інших елементів. Склодовська-Кюрі не без коливань прийняла цю теорію, оскільки розпад урану, торію і радію відбувається настільки поволі, що у своїх експериментах їй не доводилося його спостерігати. Щоправда, були дані про розпад полонію, але поведінку цього елементу Кюрі вважала нетиповою. Все ж таки 1906 року вона погодилася прийняти теорію Резерфорда-Содді як найправдоподібніше пояснення радіоактивності. Саме Марія Склодовська-Кюрі започаткувала терміни розпад і трансмутація.
Кюрі відзначили дію радію на людський організм (як і Анрі Беккерель, вони отримали опіки, перш ніж зрозуміли небезпеку поводження з радіоактивними речовинами) і висловили припущення, що радій може бути використаний для лікування пухлин. Терапевтичне значення радію було визнано майже відразу, і ціни на радієві джерела різко піднялися. Проте Кюрі відмовилися патентувати процес екстракції і використовувати результати своїх досліджень в будь-яких комерційних цілях. На їх думку отримання комерційної вигоди не відповідало духу науки, ідеї вільного доступу до знань. Попри це, фінансовий стан подружжя Кюрі поліпшився, оскільки Нобелівська премія та інші нагороди принесли їм певний достаток. У жовтні 1904 року П'єр був призначений професором фізики в Сорбонні, а місяць по тому Марія стала офіційно іменуватися завідувачем його лабораторії. У грудні народила другу дочку, Ев, яка стала концертною піаністкою та біографом матері.

Марія Склодовська-Кюрі черпала сили у визнанні її наукових досягнень, улюбленій роботі, любові й підтримці чоловіка: 
|  | «Я знайшла в шлюбі все, про що могла мріяти у момент укладення нашого союзу, і навіть більше того». |

У квітні 1906 року П'єр загинув у вуличній катастрофі. Втративши найближчого друга і колегу, Склодовська-Кюрі замкнулася у собі, проте знайшла сили продовжувати роботу. У травні, відмовившись від пенсії, призначеної міністерством суспільної освіти, вона була назначена факультетською радою Сорбонни на кафедру фізики, раніше очолювану її чоловіком. Через шість місяців Кюрі прочитала свою першу лекцію, ставши першою викладачкою Сорбонни.
Ірен Кюрі, яка стала відомим фізиком та теж отримала Нобелівську премію, згадувала матір:
|  | «Моя мати дуже любила проводити вільний час у прогулянках за містом або працювати в саду, а під час відпустки вона надавала перевагу горам чи морю. Марія Кюрі захоплювалася фізичними вправами і завжди знаходила привід, щоб зайнятися ними і примусити нас з сестрою ними зайнятися. Вона любила природу і вміла насолоджуватися нею, але тільки не споглядаючи. У саду вона поралася з квітами; у горах любила ходити, зупиняючись, звичайно, іноді, щоб відпочити і помилуватися пейзажем… Марія Кюрі не вела світського життя. Вона бувала тільки в будинках небагатьох друзів, і до того ж досить рідко. Коли їй доводилося бути присутньою на якихось прийомах або офіційних урочистостях, це завжди було для неї втомно й нудно. Але вона знайшла спосіб використовувати цей час найкращим чином, розмовляючи зі своїми сусідами за столом про їхню спеціальність. Розвиваючи цю тему, будь-хто з них майже завжди міг розповісти щось цікаве. Той факт, що мати не шукала ані світських зв'язків, ані зв'язків з людьми впливовими, іноді вважають свідченням її скромності. Я вважаю, що це скоріше якраз навпаки: вона дуже вірно оцінювала своє значення і їй аніскільки не лестили зустрічі з титулованими особами або з міністрами. Мені здається, вона була дуже задоволена, коли їй довелося познайомитися з письменником Джозефом Редьярдом Кіплінгом, а те, що її представили королеві Румунії, не справило на неї ніякого враження». |

У лабораторії Марія Кюрі зосередила свої зусилля на виділенні чистого металевого радію, а не його сполук. У 1910 році вона змогла у співпраці з Андре-Луї Деб'єрном отримати цю речовину, чим завершила 12-річний цикл досліджень. Вона переконливо довела, що радій є хімічним елементом. Кюрі розробила метод вимірювання радіоактивної еманації і приготувала для Міжнародного бюро мір і ваг перший міжнародний еталон радію — чистий зразок хлориду радію, з яким належало порівнювати решту всіх джерел.
Наприкінці 1910 року за наполяганням багатьох науковців кандидатуру Марії Кюрі було нарешті висунуто на виборах до одного з найпрестижніших наукових товариств — Французької академії наук, членом якої досі не була жодна жінка. Висунення Кюрі призвело до жорсткої сутички між прихильниками і супротивниками цього рішення. Після кількох місяців полеміки в січні 1911 року кандидатуру Склодовської-Кюрі було відхилено на виборах більшістю в один голос.

### Нобелівська премія з хімії

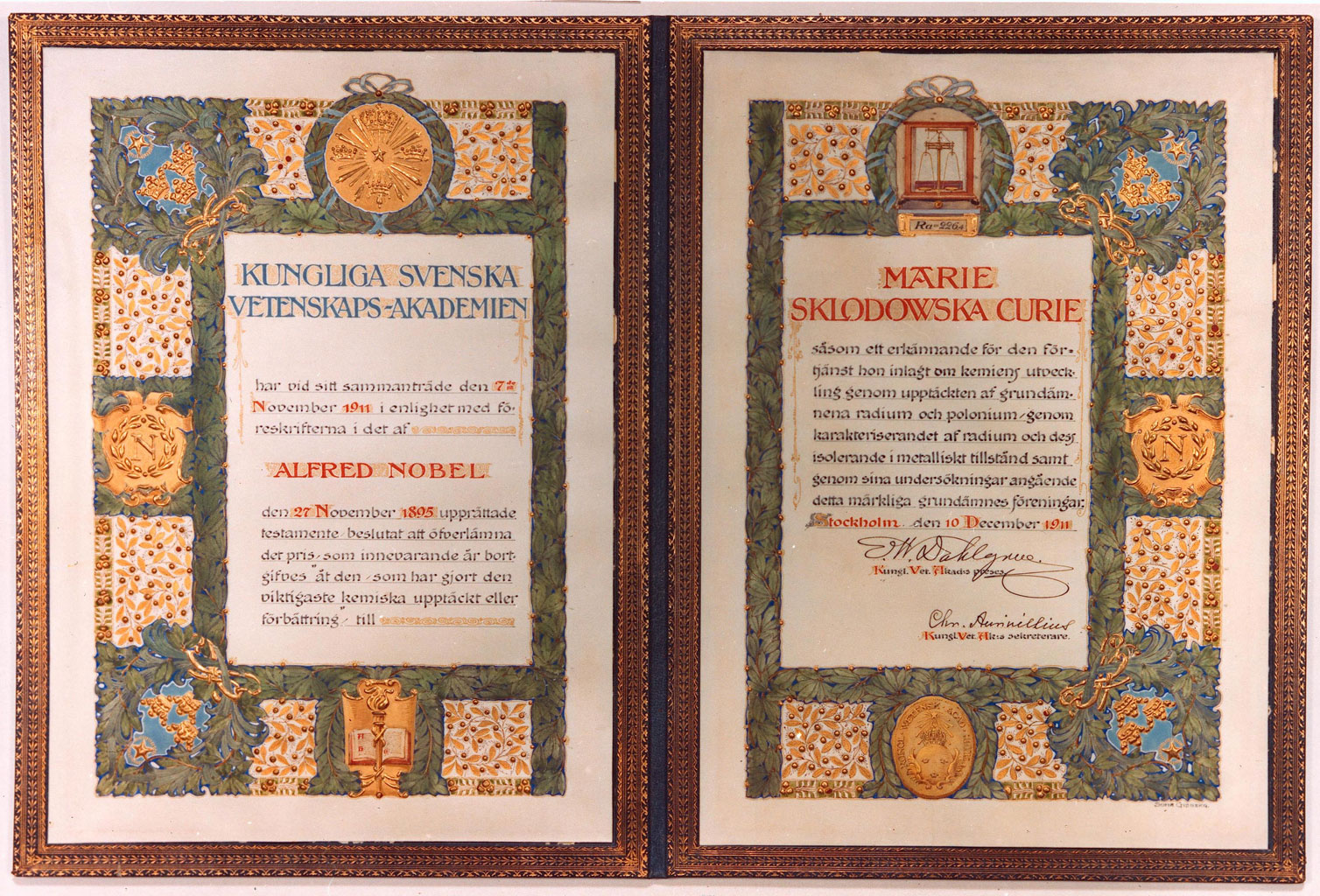
Диплом Нобелівської премії 1911 року.

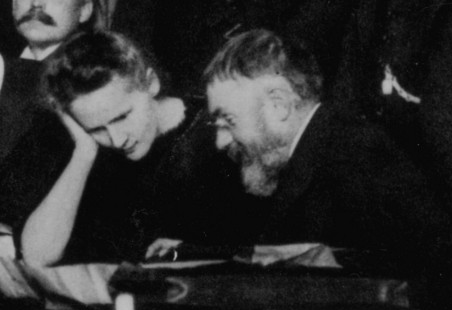
Марія Кюрі та Анрі Пуанкаре на першій Солвейській конференції.

За кілька місяців Шведська королівська академія наук присудила Марії Кюрі Нобелівську премію з хімії «за її видатні заслуги в розвитку хімії: відкриття елементів радію і полонію, виділення радію та вивчення природи і сполук цього чудового елементу». Кюрі стала першим двічі лауреатом Нобелівської премії, до того ж першою жінкою, яка отримала дві Нобелівські премії. Представляючи її, Е. В. Дальгрен відзначив, що «дослідження радію привело останніми роками до народження нової області науки — радіології, що вже має власні інститути та журнали».
Марія Склодовська-Кюрі доклала немало зусиль, щоб домогтися гідної лабораторії для розвитку нової науки про радіоактивність. Незадовго до початку Першої світової війни Сорбонна і Пастерівський інститут заснували Радієвий інститут для досліджень радіоактивності. Кюрі була призначена директором відділення фундаментальних досліджень і медичного застосування радіоактивності. Під час війни вона навчала військових медиків застосуванню радіології, наприклад, виявленню за допомогою рентгенівських променів шрапнелі в тілі поранених. У прифронтовій зоні Кюрі допомагала створювати радіологічні установки, забезпечувати пункти першої допомоги переносними рентгенівськими апаратами. Накопичений досвід вона узагальнила в монографії «Радіологія і війна» (1920).
Після війни Кюрі повернулася до Радієвого інституту. В останні роки керувала роботами студентів і активно сприяла застосуванню радіології в медицині. Написала біографію П'єра Кюрі, опубліковану 1923 року. Періодично Кюрі здійснювала поїздки до Польщі, яка наприкінці війни здобула незалежність, де консультувала польських дослідників. У 1921 році з дочками відвідала США, щоб прийняти в дарунок один грам радію для продовження дослідів. Під час свого другого візиту до США (1929) вона отримала пожертвування, на яке придбала ще грам радію для терапевтичного використання в одному з варшавських госпіталів.

### Перша жертва радіоактивності
Робота з радіоактивними речовинами відчутно позначилася на здоров'ї Марії Кюрі. Спочатку вона перенесла тяжку операцію на нирках, потім різко погіршився зір, з'явилися проблеми зі слухом. У 1920 році в листі до сестри вона писала:
|  | «Мій зір дуже ослаб, і цьому, ймовірно, мало чим зарадиш. Що стосується слуху, то мене переслідує постійний шум у вухах, іноді дуже сильний.» |

У період з 1923 по 1930 роки Кюрі перенесла чотири офтальмологічні операції, які в підсумку відновили їй зір.
Померла Марія Склодовська-Кюрі 4 липня 1934 року від гострої злоякісної апластичної анемії, яку спричинило переродження кісткового мозку внаслідок хронічної променевої хвороби, в санаторії Санселлемоз містечка Пассі у Французьких Альпах. У медичному висновку написали:
|  | «Мадам Кюрі може вважатися однією з жертв тривалого поводження з радіоактивними речовинами, які відкрили її чоловік і вона сама». |

Похорон відбувся з особливою обережністю. Дерев'яну труну помістили у свинцеву, а ту в ще одну дерев'яну. Коли в 1995 році останки переносили в Пантеон, рівень радіації внутрішньої труни у 30 разів перевищував фонові показники.

## Склодовська-Кюрі та Польща
Хоча значну частину життя Кюрі провела у Франції, вона назавжди зберегла відданість справі боротьби за польську незалежність. Попри напружену наукову діяльність, Склодовська-Кюрі завжди пам'ятала про свою історичну батьківщину. Так, після відкриття Радієвого інституту в Парижі аналогічний інститут був відкритий у Варшаві.
Склодовська-Кюрі подарувала Львову, місту, що між світовими війнами входило до складу Польщі, 80 мг радію (у 1920 році її лабораторія володіла лише трохи більше, ніж 1 г радію). Так вперше у Львові був створений невеликий радіологічний відділ, що сприяв, зокрема, лікуванню онкологічних хворих.

### У Львівській політехніці

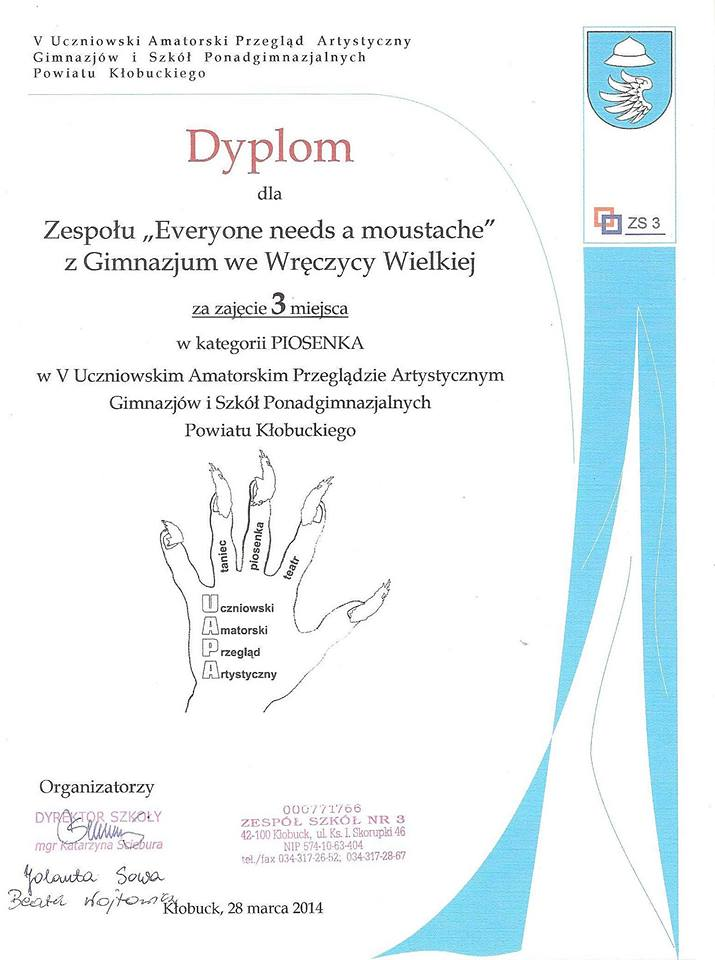
Диплом почесного доктора технічних наук, присуджений Марії Склодовській-Кюрі 10 липня 1912 року Львівською політехнічною школою.

Діяльність Марії Склодовської-Кюрі кілька разів дотикалася до Львівської політехніки. У липні 1912 року вона відвідала Львівську політехнічну школу, 10 липня прочитала там лекцію. Вчена Рада Політехніки того дня присудила їй почесний науковий ступінь доктора технічних наук. Ім'я Склодовської-Кюрі увічнено на дошці почесних докторів honoris causa Львівської політехніки.
У листі, датованому 1922 роком, Склодовська-Кюрі повідомила про можливість сприяння через Лігу Націй надання фінансової допомоги Львівській політехніці.
Фізик Мар'ян Смолуховський згадував, як Склодовська-Кюрі допомагала в організації стажувань перспективних науковців Львова у провідних європейських наукових установах.

## Нагороди та наукове визнання
Марії Склодовській-Кюрі було присуджено 10 наукових премій та 16 медалей. Вона була почесним членом 106 академій, наукових установ і товариств.
- Нобелівська премія з фізики (1903)
- Медаль Деві (1903)
- Медаль Маттеуччі (1904)
- Нобелівська премія з хімії (1911)

Склодовська-Кюрі була нагороджена французьким орденом Почесного легіону. Її старша дочка, Ірен Жоліо-Кюрі, отримала Нобелівську премію з хімії 1935 року. Молодша дочка, Єва Кюрі, написала біографію матері.
У 1912 році Склодовська-Кюрі отримала почесний науковий ступінь доктора наук Львівської політехніки, Познанського університету імені Адама Міцкевича — 1922 року, Краківського Ягеллонського університету — 1924 року та Варшавської політехніки — 1926 року.
У 1967 році у Варшаві було створено музей Марії Склодовської-Кюрі.

## Пам'ять
Як єдина жінка-двічі нобелівська лауреатка та єдина науковиця в історії, відзначена нею у двох різних галузях природничих наук, Марія Склодовська-Кюрі 2009 року визнана журналом «New Scientist» найвидатнішою жінкою-науковцем всіх часів.
- 1995 року стала першою жінкою, похованою серед найвідоміших французів під куполом Пантеону Парижа.
- Одиницю вимірювання радіоактивності — кюрі («Кі») — названо на честь подружжя Кюрі[29][30], як і елемент з атомним номером 96 — Кюрій.
- Три радіоактивні мінерали названо на честь Склодовської-Кюрі: кюрит (curite), склодовськіт (sklodowskite) і купросклодовськіт (cuprosklodowskite).
- Портрет Склодовської-Кюрі було зображено на польській грошовій банкноті номіналом 20 000 злотих наприкінці 1980-х (інфляційних) років. Її портрет зображували на поштових марках і монетах, а також на останніх французьких банкнотах — 500 франків, незадовго до заміни франка на євро[31].
- Наукові та навчальні заклади імені Марії Склодовської-Кюрі:
  - Університет Марії Кюрі-Склодовської в Любліні (пол. Uniwersytet Marii Curie-Skłodowskiej), засновано 1944 року;
  - Інститут імені Марії Склодовської-Кюрі у Варшаві.
  - Університет імені П'єра і Марії Кюрі — найбільший науково-технічний та медичний університет у Франції; спочатку був Інститутом природничих наук Паризького університету, де вона викладала, нині названий на честь подружжя Кюрі. В університеті збережено дім-лабораторію, де вони відкрили радій.
  - Інститут Кюрі (фр. Institut Curie) і Музей Кюрі (фр. Musée Curie) в Парижі.
- 2007 року станцію «П'єра Кюрі» Паризького метрополітену перейменовано на станцію «П'єра та Марі Кюрі».
- Сейм Польщі в грудні 2010 року прийняв ухвалу присвятити 2011 рік пам'яті Марії Склодовської-Кюрі[28].
- У Польщі напередодні Міжнародного жіночого дня 2011 року оголосили ім'я польки всіх часів. На думку сучасників, найвеличнішою жінкою в історії країни є Марія Склодовська-Кюрі. Підсумки голосування, яке тривало кілька тижнів у січні та лютому 2011 року, були оголошені у Варшаві[32].
- На її честь названо астероїд 7000 Кюрі.

### Топоніми
Вулиця Марії Кюрі у містах Дніпро, Кам'янське, Кривий Ріг.

### У театрі й кіно
Життя Марії Склодовської-Кюрі надихнуло багатьох митців.
- У 1989 році вистава «Ле Пальм де мосьє Шютц» (фр. Les Palmes de Monsieur Schutz) зрежисована Жаном-Ноелем Фенвіком в театрі Матюрен (фр. Mathurins). Постановка отримала чотири премії Мольєра в 1990 році, зокрема за найкращу режисуру та найкращого автора.
- 1943 року біографічний фільм Мервіна ЛеРоя «Мадам Кюрі» з Грір Гарсон (англ. Greer Garson) удостоєний премії «Оскар».
- 1953 року Ніколь Стефан (фр. Nicole Stéphane) у «Мосьє і мадам Кюрі» (фр. Monsieur et Madame Curie), реж. Жорж Франжю.
- 1980 року радянська стрічка «Думки про радіацію» (рос. Мысли о радиации) режисера Ельміри Чорманової (Кюрі зіграла Ольга Гобзева).
- 1990 року «Марі Кюрі — поважна жінка» (фр. Marie Curie, une femme honorable) Мішеля Буарона (фр. Michel Boisrond), Марі-Крістін Барро (фр. Marie-Christine Barrault).
- 1997 року «Ле Пальм де мосьє Шютц» (фр. Les Palmes de Monsieur Schutz), реж. Клода Піното (фр. Claude Pinoteau), грає Ізабель Юппер.
- 2020 року «Небезпечний елемент» (грає Розамунд Пайк).